# Línia evolutiva de Growlithe
Aquesta línia evolutiva de Pokémon inclou Growlithe i Arcanine.

## Growlithe
Growlithe és una de les espècies que apareixen a la franquícia Pokémon, una sèrie de videojocs, anime, mangues, llibres, cartes col·leccionables i altres mitjans que va ser inventada per Satoshi Tajiri i ha generat milers de milions de dòlars en beneficis per a Nintendo i Game Freak. És de tipus foc i evoluciona a Arcanine.

## Arcanine
Arcanine (Japonès:ウインディ Windie) és un  Pokémon de Foc.

### Morfologia
Arcanine és un dels gossos Pokémon que s'assembla als mítics Shisa Chinessos (una creu entre un lleó i un gos). El seu cap es cobreix entre cabells tenyits, amb l'excepció de la regió al voltant dels seus ulls i orelles, que són taronges. El seu cos es cobreix amb una combinació de pell taronja amb llistes negres, i la susdit cap es tenyit de cabells blancs. La crema dels seus cabells tenyits són al voltant del seu pit i bé com el darrere de les seves cames del davant, junt amb una porció al voltant de les seves posteriors cames, i en la seva cua. Són potes que cada un té tres urpes així com una glosa rosa rodona sota d'aquestes potes.

### Habilitats especials
Arcanine pot escopir grans quantitats d'acumulació de flames, així com córrer amb Velocitat Extrema. Arcanine molt ràpid, per això i aquest motiu és un dels únics Pokémon en utilitzar aquesta tècinica tant ràpida i efectiva. El seu Atac és considerable, i el seu Atac Especial és bastant i equlibaradament ric, com quasi tots els Pokémon de tipus Foc. L'únic que escasseja
 Arcanine és en Defensa, el seu punt feble junt amb l'aigua.

### Comportament
Assenyat i lleial, Arcanine són apreciats Pokémon.

### Hàbitat
Arcanine viure en volcans actius, planes amb herba, i camps cremats escalfats per energia geotèrmica.

### A l'anime
Gary Oak té un Arcanine. La primera vegada es veia era en La Batalla del Distintiu.
Arcanine i la seva preevolució, Growlithe, s'han vist sovint sent utilitzats com gossos policia.
Ash lluitada amb un Arcanine en un estadi de Gel. Aquest Arcanine era sota la propietat de Pete Pebbleman i era el seu Pokémon final. Malgrat el desavantatge de tipus, l'Arcanine de Pete fàcilment derrotava el Kingler d'Ash Ketchum esquivant el seu atac de Bubble i utilitzant Dragon Rage. Pikachu aconseguia derrotar l'Arcanine amb un atac Thunderbolt després que el Camp de Gel es fongués a causa dels Fire Blast d'Arcanine.